# 釘狀龍屬
釘狀龍屬（意思為「具有尖刺的蜥蜴」），又名肯龍或肯氏龍，是劍龍科（Stegosauridae）恐龍的一屬，化石發現於坦尚尼亞林迪區敦達古魯山（Tendaguru Hill）的敦達古魯組（Tendaguru Formation），生存年代為晚侏儸紀的啟莫里階，大約是1億5570萬到1億5080萬年前。釘狀龍與北美洲的劍龍屬（Stegosaurus）是近親，但是體型大小、身體靈活度、與防禦用的板甲形狀不同。成年釘狀龍的身長約4.5公尺，釘狀龍的後背到尾巴分佈者尖刺，而非板甲。肩膀或臀部兩側可能有尖刺。
釘狀龍是在1915年由德國古生物學家Edwin Hennig命名。Kentrosaurus之中的kentron/κεντρον源自希臘文中的κεντρον（kentron），意思是「尖刺的」；而sauros/σαυρος'意為「蜥蜴」。而種名中的「衣索比亞」（aethiopicus），來自中世紀以前歐洲對漠南非洲的泛稱「Aethiopia」（這個名稱如今演變為「Ethiopia」，主要指的是現今的衣索比亞），在此代指釘狀龍的發現地坦尚尼亞。晚白堊紀的角龍下目尖角龍的屬名（Centrosaurus），也是來自相同的希臘文字源，但尖角龍字首改為"C"，以避免混淆。

## 發現與種
在1909年到1912年，一個德國挖掘團隊在東非發現了數種新恐龍，釘狀龍是其中最重要的之一，牠顯示了坦尚尼亞與莫里遜組兩地在較早期曾經非常接近，莫里遜組位於落磯山脈的東部。在這個挖掘團隊的三個科學家中，沃納·詹尼斯（Werner Janensch）在1910年發現這是一個劍龍類化石，而Edwin Hennig在1915年首次敘述釘狀龍。
釘狀龍的已發現化石包含：一個接近完整的尾巴、骨盆、數節背椎。沃納·詹尼斯（Werner Janensch）利用這些化石，重建出一個釘狀龍的骨架模型，在柏林自然史博物館展出。在2006到2007年間，博物館將這個骨架拆除，並組架出新的骨架模型。除此之外，一個顱骨與尖刺化石曾存放在柏林洪堡大學的洪堡博物館，但洪堡博物館在第二次世界大戰中遭到轟炸，而這些化石一度被認為已經遺失了。但是，近年在博物館的地下儲藏室，發現了顱骨部分。
模式種是埃塞俄比亞釘狀龍（K. aethiopicus），也是目前唯一的物種。在1914年，查爾斯·懷特尼·吉爾摩爾（Charles W. Gilmore）在美國懷俄明州發現的一些零碎化石，被命名為長刺劍龍（Stegosaurus longispinus），有可能是釘狀龍的北美洲物種。

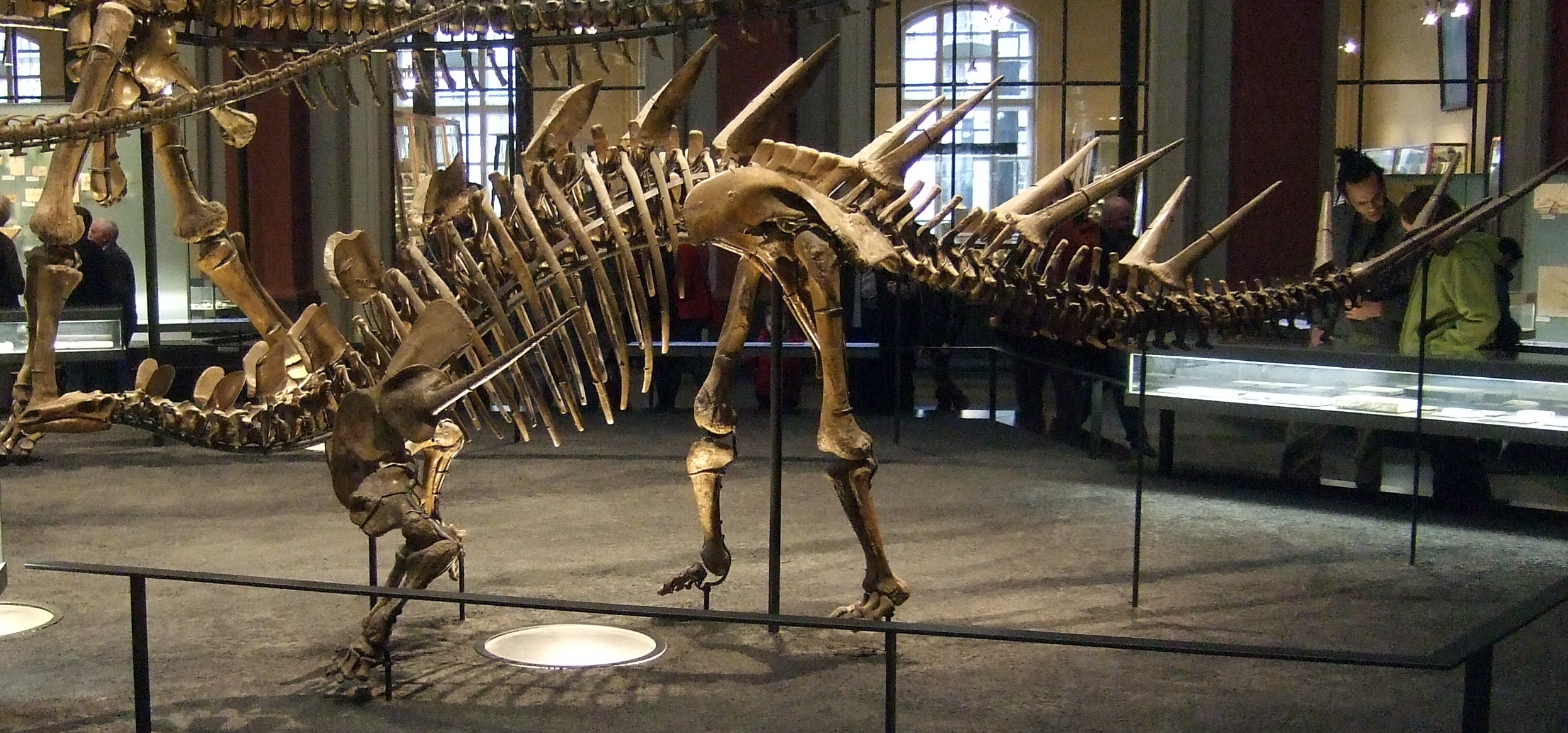
釘狀龍的骨架模型 - 柏林洪堡自然歷史博物館

### 命名爭議
釘狀龍（Kentrosaurus）是在1915年由Edwin Hennig命名。但是，角龍類的開角龍（Centrosaurus）的屬名也是來自相同的希臘文字源，兩者只差一個字母，在發音上可能會產生混淆。隔年，為了避免違反國際動物命名法規，Edwin Hennig將釘狀龍改名為Kentrurosaurus。同時，匈牙利古生物學家法蘭茲·諾普喬（Franz Nopcsa）則將釘狀龍改名為Doryphorosaurus。如果有重新命名的必要，較早重新命名的Kentrurosaurus具有優先權。但是，釘狀龍與開角龍的屬名只差一個字母，並無重新命名的必要，Kentrosaurus仍是有效的屬名。

## 古生物學

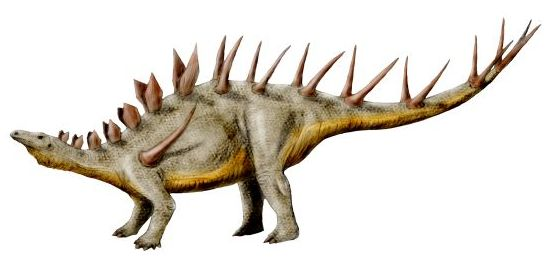
釘狀龍的復原圖

釘狀龍體型較劍龍屬小。釘狀龍身長4公尺，體重約320公斤。在劍龍類恐龍中，釘狀龍的體型小。

### 食性
如同其他劍龍類恐龍，釘狀龍是種草食性恐龍。但不同於其他鳥臀目恐龍，劍龍類的牙齒小，磨損面平坦，頜部只能作出上下運動。釘狀龍的頰齒呈獨特的鏟狀，齒冠不對稱，牙齒邊緣只有七個小齒突起。其他劍龍類恐龍的牙齒比較複雜。由於禾本科植物直到白堊紀才演化出現，所以釘狀龍不可能以草為食。過去曾有理論認為，劍龍類是以低矮的植物葉子、水果為食。另一種可能是，釘狀龍能夠以後腳站立，以較高的樹枝、樹葉為食。

### 裝甲
釘狀龍的板甲與劍龍屬的板甲相當不同。釘狀龍有許多小型板甲沿者頸部與肩膀排列。而背部後方與尾巴通常有6對尖刺，每個尖刺長度為1呎。如同其他劍龍類恐龍，例如歐洲的勒蘇維斯龍，釘狀龍另有一對尖刺從臀部（也可能是肩膀）往後延伸。劍龍屬的骨板可能作為體溫調節作用，而釘狀龍的尖刺可能只有自我防衛的功能。

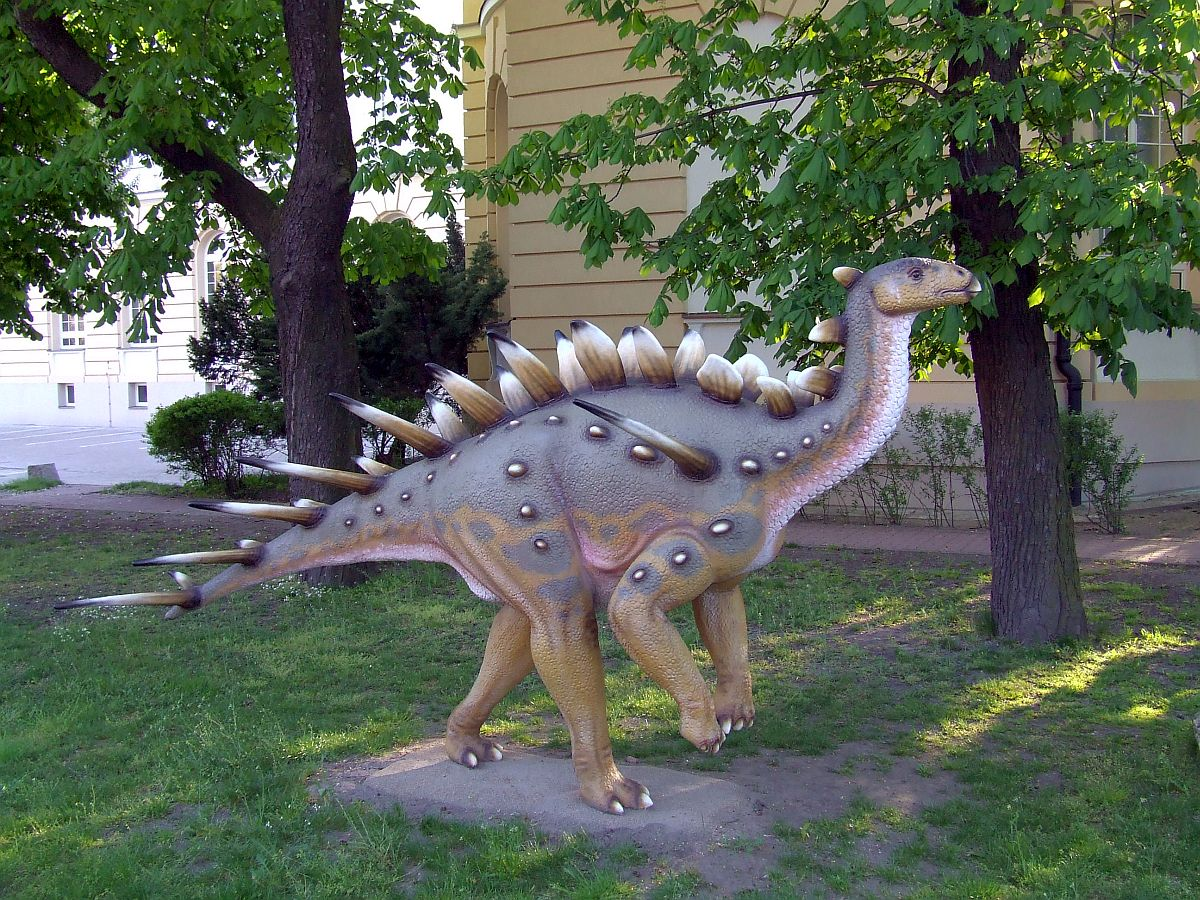
釘狀龍的模型，以後肢站立，模型位於華沙。

釘狀龍可能曾被類似異特龍與角鼻龍的獸腳類恐龍所獵食。釘狀龍可左右揮動牠們有尖刺的尾巴來避免被攻擊。而釘狀龍臀部兩側的尖刺也可保護牠們免受攻擊。

### 步態
釘狀龍與劍龍屬最主要的差別在於，劍龍屬缺乏臀部與尾巴連接處附近的一對顯著的尖刺。釘狀龍的股骨長度與腿的其他部分相比，顯示牠們是種緩慢而不活耀的恐龍。釘狀龍可能用後腿直立起來以接觸樹葉、樹枝，但正常的狀態應該是完全四足狀態。

## 環境
釘狀龍的化石發現於坦尚尼亞的敦達古魯組（Tendaguru Formation），目前已發現兩個骨骼，以及零散的骨頭，分別來自於成年與幼年個體。這個地層的年代為晚侏儸紀的啟莫里階，約1億5570萬到1億5080萬年前。
釘狀龍與劍龍屬的相似處與相異處，可用大陸漂移學說解釋。在坦尚尼亞騰達古魯地區發現的釘狀龍化石，以及北美洲發現的劍龍屬化石，兩者之間的相似處顯示現在分離的這兩個地區，過去一度是一個超大陸的一部分，該超大陸名為盤古大陸，而北半部分則稱為勞亞大陸。現在分離的這兩個地區，過去應該有非常類似的氣候，才能生存如此類似的物種。同時，釘狀龍與劍龍屬的相異處可解釋牠們不同的祖先，因為隨後的板塊運動而分隔兩地，兩個生物群在趨異演化下產生的改變

## 大眾文化
釘狀龍出現在斐凡迪環球遊戲的遊戲《侏羅紀公園：基因計劃》（Jurassic Park: Operation Genesis），以及微軟的遊戲《動物園大亨：侏羅紀》（Zoo Tycoon: Dinosaur Digs）。
在沙盒動作冒險遊戲《方舟：生存進化》中，玩家可以捕捉釘狀龍，但不同於遊戲中的劍龍，牠們無法被玩家騎乘。

## 可供參考的文獻
1. ↑  Liddell, Henry George and Robert Scott. . United Kingdom: Oxford University Press. 1980. ISBN 0-19-910207-4.
2. ↑  Hennig, E. (1915). "Kentrosaurus aethiopicus, der Stegosauride des Tendaguru." ("Kentrosaurus aethiopicus, the stegosaur of Tendaguru") Sitzungsberichte der Gesellschaft naturforschender Freunde zu Berlin 1915:219-247 [German]
3. ↑  Janensch, W. . Palaeontographica. 1925,. Suppl. 7 I: 255–276.
4. ↑  Glut, Donald F. . . Jefferson, North Carolina: McFarland & Co. 1997: 516–519. ISBN 0-89950-917-7.
5. ↑  Galton, Peter M. . Geologica et Palaeontologica. 1988, 22: 123–143.
6. ↑  Gilmore, C.W. (1914). "Osteology of the armored Dinosauria in the United States National Museum, with special reference to the genus Stegosaurus". United States National Museum Bulletin 89: 1–136
7. ↑  Hennig, E. (1916). "Zweite Mitteilung über den Stegosauriden vom Tendaguru" [Second report on the stegosaurids of Tendaguru]. Sitzungsberichte der Gesellschaft Naturforschender Freunde zu Berlin 1916(6):175–182
8. ↑  Nopcsa, F. (1915). "Die Dinosaurier der Siebenbürgischen Landesteile Ungarns." ("The dinosaurs of the Siebenbürgen part of the Hungarian Emprie"). Mitteilungen aus dem Jahrbuche der Königlich Ungarischen Geologischen Reichsanstalt 23:1–26
9. ↑  Hennig, E. (1916). "Kentrurosaurus, non Dorypphorosaurus. Centralblatt für Mineralogie, Geologie und Paläontologie, Stuttgart 1916:578.
10. ↑  Seebacher, Frank. . Journal of Vertebrate Paleontology. 2001, 21 (1): 51–60.
11. ↑  Barrett PM. . Carpenter, Kenneth(ed)  (编). . Indiana University Press. 2001: 25–52. ISBN 0-253-33964-2.
12. 1 2  Galton P.M., Upchurch P. . Weishampel D.B., Dodson P., Osmólska H.  (编). . University of California Press. 2004: 361. ISBN 0-520-24209-2.
13. ↑  Weishampel DB. . N. Jb. Geol. Paläontol. Abhandl. 1984, 167: 224–250.